# Adam Lambert
Adam Mitchel Lambert (ur. 29 stycznia 1982 w Indianapolis) – amerykański piosenkarz, autor tekstów i aktor teatralny. Zaistniał w maju 2009 dzięki udziale w programie American Idol (VIII edycja), gdzie zajął drugie miejsce. Debiutancki solowy album Lamberta For Your Entertainment, ukazał się 23 listopada 2009, plasując się na 3. miejscu listy Billboard 200. Od 2011 współpracuje z brytyjskim zespołem Queen jako formacja Queen + Adam Lambert. Do 2020 wydał cztery albumy solowe.

## Życiorys

### Wczesne lata
Urodził się w Indianapolis w stanie Indiana jako syn projektantki wnętrz Leili i programisty Ebera Lamberta, w rodzinie o żydowskich korzeniach – jego ojciec pochodzi z Norwegii, matka jest Żydówką. Ma młodszego brata Neila.
Krótko po jego narodzinach rodzina przeprowadziła się do Kalifornii do San Diego, gdzie dorastał. Od najmłodszych lat przejawiał zainteresowanie muzyką, aktorstwem i publicznymi występami. Pierwszy raz pojawił się na scenie w wieku 10 lat. W Lyceum Theater’s w San Diego został obsadzony jako Linus w przedstawieniu You’re a Good Man, Charlie Brown. W szkole średniej brał udział w konkursach wokalnych, wykonując m.in. utwór „Thriller” – Michaela Jacksona. Kilka lat później występował w takich musicalach jak Skrzypek na dachu, Grease i Hello, Dolly!. W pierwszą zagraniczną trasę koncertową wyruszył mając 19 lat.

### Kariera
Był dublerem roli Fiyero w musicalu Stephena Schwartza Wicked w trasie w Los Angeles. Od 2004 regularnie występował na Upright Cabaret and the Zodiac Show, który współtworzył z Carmit Bachar z The Pussycat Dolls. W 2005 uczestniczył w koncercie pamięci premiera Izraela Icchaka Rabina, na którym zaśpiewał po hebrajsku. W 2006 grał biblijną postać Jozuego na scenie Kodak Theatre w musicalu Patricka Leonarda Dziesięć przykazań (The Ten Commandments) u boku Vala Kilmera. W 2009 pojawił się w San Francisco na przesłuchaniu do ósmej edycji American Idol, gdzie zaśpiewał dwie piosenki: „Rock with You” Michaela Jacksona i „Bohemian Rhapsody” zespołu Queen. W finale programu American Idol zwycięzcą edycji został Kris Allen, Lambert zajął ostatecznie drugie miejsce. W trakcie trwania programu pojawiały się spekulacje co do orientacji seksualnej wokalisty, wynikające z zamiłowania do ekscentrycznych strojów i makijażu.
W 2009 wydał debiutancki solowy album pt. For Your Entertainment, z którym dotarł do trzeciego miejsca na liście Billboard 200 najlepiej sprzedających się płyt w Stanach Zjednoczonych. Płytę stworzył z twórcami i producentami, takimi jak m.in. Lady Gaga, Linda Perry czy oraz Justin Hawkins. Drugi singiel w stylu pop-rockowej ballady „Whataya Want from Me”, dotarł do 10. miejsca listy przebojów Billboard Hot 100. Płyta odniosła sukces w USA, a także m.in. w Australii, Nowej Zelandii, Finlandii i Kanadzie. W ramach promocji albumu Lambert pojawiał się także w wielu programach telewizyjnych i radiowych, w tym The Tonight Show czy The Oprah Winfrey Show.
18 października 2009 za pośrednictwem Amazon.com ukazał sięnagrany przez Lamberta singiel „Time for Miracles”, który powstał na ścieżkę dźwiękową do katastroficznego filmu science-fiction w reż. Rolanda Emmericha 2012. W 2010 artysta wyruszył w trasę koncertową The Glam Nation Tour, dając ponad 100 koncertów na całym świecie. W 2011 został nominowany do nagrody Grammy 2011 dla najlepszego wokalistę pop (za piosenkę „Whataya Want From Me”). W maju 2012 wydał swój drugi album pt. Trespassing, z którym zadebiutował na pierwszym miejscu notowania Billboard 200.
W 2011 rozpoczął współpracę z Rogerem Taylorem i Brianem Mayem z zespołu Queen. Swoją formację Queen + Adam Lambert zaprezentowali podczas występu na MTV Europe Music Awards 2011 w Belfaście. W ramach trasy koncertowej Queen + Adam Lambert Tour wystąpili 7 lipca 2012 na Stadionie Miejskim we Wrocławiu, na którym pojawiło się ponad 30 tys. osób.
Wystąpił w serialu Fox Glee (2013-2014) jako Elliott ‘Starchild’ Gilbert i filmie Rocky Horror Picture Show: Zróbmy to jeszcze raz (2016) jako Eddie. 12 czerwca 2015 wydał swój trzeci solowy album pt. The Original High, który nagrywał album w Sztokholmie i Los Angeles przy wsparciu producentów: Maxa Martina i Shellbacka. Płytę promował singlami: Ghost Town i  Another Lonely Night. W 2015 zagrał trzy koncerty w Polsce, występując w Krakowie, Szczecinie oraz Warszawie.
Na początku grudnia 2018, podczas 41. gali wręczenia nagrody Kennedy Center Honors, w hołdzie dla Cher wykonał „Believe” i „I Got You Babe” w duecie z Cyndi Lauper. 24 lutego 2019 wraz z grupą Queen wystąpił na ceremonii wręczenia Oscarów, na której zagrali „We Will Rock You” oraz „We Are the Champions” z repertuaru zespołu. 29 kwietnia na antenie stacji telewizyjnej ABC miał swoją premierę dwugodzinny dokument The Show Must Go On: The Queen + Adam Lambert Story, ukazujący historię współpracy Queen z Lambertem. 15 maja ukazał się singel „New Eyes”, będący zwiastunem kolejnego albumu artysty, następnie wystąpił w programie The Ellen DeGeneres Show i w finale The Voice Australia. Kolejnym singlem został utwór „Superpower”, do którego zrealizowano również teledysk. 27 września premierę miał minialbum Velvet: Side A.
W styczniu 2020 został nominowany do nagrody GLAAD Media Award w kategorii Wybitnych artysta muzyczny. 19 marca uświetnił występem 31. ceremonię rozdania GLAAD Media Awards w Nowym Jorku, a dzień później wydał album pt. Velvet. 4 lipca 2021 premierę miał utwór „These Are Your Rights”, który nagrał na potrzeby animowanego musicalu We the People produkcji Baracka i Michelle Obamów.

### Życie prywatne
Jest zadeklarowanym homoseksualistą, publicznie ujawnił swoją orientację seksualną w 2009 na łamach magazynu „Rolling Stone”. Od 4 października 2020 roku spotyka się z Oliverem Gliese, duńskim tancerzem i Innovation Forum Coordinator dla Global Fashion Agenda.

## Inspiracje
Wśród swoich muzycznych idoli wymienia: Davida Bowie, Micka Jaggera, Queen, Led Zeppelin, Aerosmith, Madonnę, Michaela Jacksona oraz Christinę Aguilerę.

## Dyskografia
Albumy solowe
- For Your Entertainment (2009)
- Trespassing (2012)
- The Original High (2015)
- Velvet (2020)
- High Drama (2023)

## Filmografia
| Rok       | Tytuł                                                            | Rola                        | Reżyser                       |
| --------- | ---------------------------------------------------------------- | --------------------------- | ----------------------------- |
| 2006      | Dziesięć przykazań (The Ten Commandments)                        | Jozue                       | Robert Iscove                 |
| 2009–2010 | American Idol                                                    | w roli samego siebie        |                               |
| 2012      | Słodkie kłamstewka (Pretty Little Liars)                         | w roli samego siebie        |                               |
| 2013–2014 | Glee                                                             | Elliott ‘Starchild’ Gilbert |                               |
| 2014      | RuPaul’s Drag Race                                               | w roli samego siebie        |                               |
| 2016      | The Rocky Horror Picture Show: Let’s Do the Time Warp Again (TV) | Eddie                       | Kenny Ortega                  |
| 2018      | Bohemian Rhapsody                                                | kierowca tira               | Bryan Singer, Dexter Fletcher |
| 2019      | Playmobil: The Movie                                             | cesarz Maximus (głos)       | Lino DiSalvo                  |

## Trasy koncertowe
- 2009: American Idols LIVE! Tour
- 2010: The Glam Nation Tour
- 2012: Queen + Adam Lambert Tour
- 2013: We are Glamily Tour
- 2014–2015: Queen + Adam Lambert Tour
- 2016: The Original High Tour
- 2016: Queen + Adam Lambert Tour

### Występy w Polsce
| Data              | Miejsce                     | Miasto          | Trasa koncertowa                                                                              |
| ----------------- | --------------------------- | --------------- | --------------------------------------------------------------------------------------------- |
| 7 lipca 2012      | Stadion Miejski             | Wrocław         | Queen + Adam Lambert Tour                                                                     |
| 21 lutego 2015    | Tauron Arena                | Kraków          | Queen + Adam Lambert Tour                                                                     |
| 29 sierpnia 2015  | Gala Eska Music Awards 2015 | Szczecin        | Podczas gali otrzymał statuetkę w kategorii Nagroda specjalna – Najlepszy zagraniczny artysta |
| 21 listopada 2015 | The Voice of Poland         | Warszawa (TVP2) | gość specjalny w półfinale programu                                                           |
| 30 kwietnia 2016  | Torwar                      | Warszawa        | The Original High Tour                                                                        |
| 19 czerwca 2016   | Life Festival               | Oświęcim        | Queen + Adam Lambert                                                                          |
| 6 listopada 2017  | Atlas Arena                 | Łódź            | Queen + Adam Lambert                                                                          |